# Sport-Club Freiburg 1981-1982
Questa voce raccoglie le informazioni riguardanti lo Sport-Club Freiburg nelle competizioni ufficiali della stagione 1981-1982.

## Stagione
Nella stagione 1981-1982 il Friburgo, allenato da Lutz Hangartner, concluse il campionato di 2. Bundesliga al 15º posto. In Coppa di Germania il Friburgo fu eliminato al secondo turno dall'Alemannia Aquisgrana.

## Rosa
| N. |                     | Ruolo | Calciatore         |
| -- | ------------------- | ----- | ------------------ |
|    | Germania (bandiera) | P     | Günther Wienhold   |
|    | Germania (bandiera) | D     | Günter Dämpfling   |
|    | Germania (bandiera) | D     | Adalbert Grzelak   |
|    | Germania (bandiera) | D     | Markus Löw         |
|    | Germania (bandiera) | D     | Rolf Maier         |
|    | Germania (bandiera) | D     | Karl-Heinz Wöhrlin |
|    | Germania (bandiera) | C     | Reinhard Binder    |
|    | Germania (bandiera) | C     | Gernot Jüllich     |
|    | Polonia (bandiera)  | C     | Henryk Kruppa      |
|    | Germania (bandiera) | C     | Robert Piller      |

| N. |                     | Ruolo | Calciatore          |
| -- | ------------------- | ----- | ------------------- |
|    | Germania (bandiera) | C     | Werner Reich        |
|    | Germania (bandiera) | C     | Georg Schneider     |
|    | Germania (bandiera) | C     | Henry Schüler       |
|    | Germania (bandiera) | C     | Hans-Peter Schulzke |
|    | Ungheria (bandiera) | C     | Gabor Zele          |
|    | Germania (bandiera) | A     | Franz Benz          |
|    | Germania (bandiera) | A     | Robert Birner       |
|    | Germania (bandiera) | A     | Otmar Ludwig        |
|    | Germania (bandiera) | A     | Hans Meisel         |
|    | Germania (bandiera) | A     | Heinz Tochtermann   |

## Organigramma societario
Area tecnica
- Allenatore: Lutz Hangartner
- Allenatore in seconda:
- Preparatore dei portieri:
- Preparatori atletici:

## Calciomercato

### Sessione estiva
| Acquisti | Acquisti         | Acquisti        | Acquisti |
| R.       | Nome             | da              | Modalità |
| -------- | ---------------- | --------------- | -------- |
| D        | Adalbert Grzelak | Fortuna Colonia |          |
| C        | Gernot Jüllich   | Sandhausen      |          |
| C        | Henryk Kruppa    | Friburgo II     |          |
| A        | Otmar Ludwig     | Hessen Kassel   |          |
| C        | Werner Reich     | Ulma            |          |
| C        | Georg Schneider  | Offenburger     |          |

| Cessioni | Cessioni     | Cessioni          | Cessioni |
| R.       | Nome         | a                 | Modalità |
| -------- | ------------ | ----------------- | -------- |
| A        | Herbert Reiß | Arminia Bielefeld |          |
| C        | Klaus Bury   | TuS Stetten       |          |
| D        | Volker Faß   | Freiburger        |          |

### Sessione invernale
| Acquisti | Acquisti | Acquisti | Acquisti |
| R.       | Nome     | da       | Modalità |
| -------- | -------- | -------- | -------- |

| Cessioni | Cessioni | Cessioni | Cessioni |
| R.       | Nome     | a        | Modalità |
| -------- | -------- | -------- | -------- |

## Risultati

### 2. Bundesliga

#### Girone di andata
| Arbitro: | Waltert |

|                        |           |  |
| Neumann 33’ Gorski 58’ | Marcatori |  |

| Arbitro: | Klauser |

|                     |           |  |
| Birner 59’ Reiß 90’ | Marcatori |  |

| Arbitro: | Brückner |

|                       |           |                     |
| Fink 43’ Ritschel 61’ | Marcatori | 16’ Reiß 33’ Birner |

| Arbitro: | Ross |

|  |           |                   |
|  | Marcatori | 45’ Mohr 77’ Beck |

| Arbitro: | Wahmann |

|                       |           |           |
| Mödrath 36’, 48’, 88’ | Marcatori | 31’ Reich |

| Arbitro: | Föckler |

|  |           |              |
|  | Marcatori | 47’ Bittcher |

| Friburgo in Brisgovia 5 settembre 1981, ore 15:00 CEST 7ª giornata | Friburgo  | 0 – 0 referto | Hessen Kassel | Dreisamstadion (3 500 spett.)\| Arbitro: \| Reichmann \| |
| Arbitro:                                                           | Reichmann |               |               |                                                          |

| Arbitro: | Osmers |

|  |           |                       |
|  | Marcatori | 69’ Meisel 83’ Birner |

| Arbitro: | Barnick |

|                   |           |              |
| Piller 60’ (rig.) | Marcatori | 82’ Buchwald |

| Arbitro: | Zimmermann |

|                         |           |          |
| Feilzer 50’ Hofmann 82’ | Marcatori | 77’ Benz |

| Arbitro: | Correll |

|                              |           |  |
| Piller 23’ (rig.) Meisel 84’ | Marcatori |  |

| Arbitro: | Gabor |

|                                |           |                    |
| Kutzop 54’ Krause 77’ Walz 85’ | Marcatori | 61’ Ludwig 70’ Löw |

| Arbitro: | Reichmann |

|            |           |                                        |
| Piller 66’ | Marcatori | 24’ Völler 30’ Waas 58’, 81’, 89’ Beer |

| Arbitro: | Wippker |

|                |           |  |
| Hochheimer 88’ | Marcatori |  |

| Friburgo in Brisgovia 7 novembre 1981, ore 15:00 CET 15ª giornata | Friburgo | 0 – 0 referto | Union Solingen | Dreisamstadion (2 500 spett.)\| Arbitro: \| Wiesel \| |
| Arbitro:                                                          | Wiesel   |               |                |                                                       |

| Arbitro: | Engel |

|               |           |            |
| Respondek 42’ | Marcatori | 64’ Birner |

| Arbitro: | Ermer |

|                 |           |  |
| Birner 52’, 68’ | Marcatori |  |

| Arbitro: | Wuttke |

|                                       |           |  |
| Sebert 35’ (rig.) Walter 78’ Hein 90’ | Marcatori |  |

| Arbitro: | Heitmann |

|                       |           |                              |
| Ludwig 67’ Binder 67’ | Marcatori | 43’ (rig.) Schmitz 53’ Braun |

#### Girone di ritorno
| Arbitro: | Risse |

|                                            |           |                    |
| Birner 21’ Dämpfling 71’ (rig.) Piller 82’ | Marcatori | 8’ Schatzschneider |

| Arbitro: | Theobald |

|                         |           |         |
| Nathmann 19’ Kammer 26’ | Marcatori | 74’ Löw |

| Arbitro: | Correll |

|                             |           |                              |
| Binder 9’ Piller 76’ (rig.) | Marcatori | 43’ Dubovina 57’, 62’ Schaub |

| Arbitro: | Michel |

|                  |           |            |
| Mack 4’ Mohr 16’ | Marcatori | 50’ Ludwig |

| Arbitro: | Walz |

|                                  |           |                 |
| Ludwig 21’ Schulzke 59’ Benz 79’ | Marcatori | 18’ Vittinghoff |

| Arbitro: | Werner |

|                         |           |  |
| Bittcher 47’ Bücker 50’ | Marcatori |  |

| Arbitro: | Dellwing |

|              |           |            |
| Wielandt 40’ | Marcatori | 21’ Birner |

| Arbitro: | Niebergall |

|                              |           |                 |
| Piller 80’ (rig.) Birner 86’ | Marcatori | 23’ Grillemeier |

| Arbitro: | Eschweiler |

|            |           |                     |
| Nickel 75’ | Marcatori | 88’ Benz 89’ Meisel |

| Arbitro: | Hontheim |

|                              |           |  |
| Piller 25’ (rig.) Birner 90’ | Marcatori |  |

| Arbitro: | Wiesel |

|                         |           |                    |
| Reiners 49’ Steiner 86’ | Marcatori | 4’ Benz 44’ Birner |

| Arbitro: | Ulm |

|            |           |          |
| Ludwig 20’ | Marcatori | 8’ Höfer |

| Arbitro: | Brückner |

|                                |           |            |
| Völler 30’, 55’, 60’ Sidka 53’ | Marcatori | 69’ Birner |

| Arbitro: | Uhlig |

|          |           |            |
| Benz 61’ | Marcatori | 80’ Lorenz |

| Arbitro: | Barnick |

|         |           |  |
| Lenz 8’ | Marcatori |  |

| Arbitro: | Luca |

|                                               |           |  |
| Grzelak 23’ Piller 44’ Jüllich 73’ Meisel 76’ | Marcatori |  |

| Arbitro: | Ahlenfelder |

|            |           |            |
| Dörmann 9’ | Marcatori | 76’ Binder |

| Arbitro: | Schmidhuber |

|                       |           |          |
| Meisel 28’ Binder 65’ | Marcatori | 20’ Hein |

| Arbitro: | Walz |

|          |           |          |
| Litz 39’ | Marcatori | 89’ Benz |

### Coppa di Germania
| Arbitro: | Bodmer |

|  |           |                                                             |
|  | Marcatori | 20’ Binder 39’ (rig.) Dämpfling 54’ Reich 67’ (rig.) Birner |

| Arbitro: | Uhlig |

|                              |           |         |
| Grünther 16’ Clute-Simon 51’ | Marcatori | 45’ Löw |

## Statistiche

### Statistiche di squadra
| Competizione      | Punti | In casa | In casa | In casa | In casa | In casa | In casa | In trasferta | In trasferta | In trasferta | In trasferta | In trasferta | In trasferta | Totale | Totale | Totale | Totale | Totale | Totale | DR |
| Competizione      | Punti | G       | V       | N       | P       | Gf      | Gs      | G            | V            | N            | P            | Gf           | Gs           | G      | V      | N      | P      | Gf     | Gs     | DR |
| ----------------- | ----- | ------- | ------- | ------- | ------- | ------- | ------- | ------------ | ------------ | ------------ | ------------ | ------------ | ------------ | ------ | ------ | ------ | ------ | ------ | ------ | -- |
| 2. Bundesliga     | 34    | 19      | 9       | 6       | 4       | 30      | 20      | 19           | 2            | 6            | 11           | 19           | 34           | 38     | 11     | 12     | 15     | 49     | 54     | -5 |
| Coppa di Germania | -     | 0       | 0       | 0       | 0       | 0       | 0       | 2            | 1            | 0            | 1            | 5            | 2            | 2      | 1      | 0      | 1      | 5      | 2      | +3 |
| Totale            | 34    | 19      | 9       | 6       | 4       | 30      | 20      | 21           | 3            | 6            | 12           | 24           | 36           | 40     | 12     | 12     | 16     | 54     | 56     | -2 |

### Andamento in campionato
| Giornata  | 1  | 2  | 3  | 4  | 5  | 6  | 7  | 8  | 9  | 10 | 11 | 12 | 13 | 14 | 15 | 16 | 17 | 18 | 19 | 20 | 21 | 22 | 23 | 24 | 25 | 26 | 27 | 28 | 29 | 30 | 31 | 32 | 33 | 34 | 35 | 36 | 37 | 38 |
| --------- | -- | -- | -- | -- | -- | -- | -- | -- | -- | -- | -- | -- | -- | -- | -- | -- | -- | -- | -- | -- | -- | -- | -- | -- | -- | -- | -- | -- | -- | -- | -- | -- | -- | -- | -- | -- | -- | -- |
| Luogo     | T  | C  | T  | C  | T  | C  | C  | T  | C  | T  | C  | T  | C  | T  | C  | T  | C  | T  | C  | C  | T  | C  | T  | C  | T  | T  | C  | T  | C  | T  | C  | T  | C  | T  | C  | T  | C  | T  |
| Risultato | P  | V  | N  | P  | P  | P  | N  | V  | N  | P  | V  | P  | P  | P  | N  | N  | V  | P  | N  | V  | P  | P  | P  | V  | P  | N  | V  | V  | V  | N  | N  | P  | N  | P  | V  | N  | V  | N  |
| Posizione | 18 | 11 | 10 | 17 | 18 | 19 | 19 | 18 | 16 | 15 | 15 | 16 | 17 | 18 | 18 | 18 | 16 | 18 | 18 | 17 | 18 | 18 | 18 | 17 | 17 | 17 | 17 | 17 | 15 | 14 | 14 | 16 | 16 | 16 | 16 | 15 | 15 | 15 |

Legenda:

Luogo: C = Casa; T = Trasferta. Risultato: V = Vittoria; N = Pareggio; P = Sconfitta.

### Statistiche dei giocatori
| Giocatore      | 2. Bundesliga | 2. Bundesliga | 2. Bundesliga | 2. Bundesliga | Coppa di Germania | Coppa di Germania | Coppa di Germania | Coppa di Germania | Totale   | Totale | Totale      | Totale     |
| Giocatore      | Presenze      | Reti          | Ammonizioni   | Espulsioni    | Presenze          | Reti              | Ammonizioni       | Espulsioni        | Presenze | Reti   | Ammonizioni | Espulsioni |
| -------------- | ------------- | ------------- | ------------- | ------------- | ----------------- | ----------------- | ----------------- | ----------------- | -------- | ------ | ----------- | ---------- |
| F. Benz        | 19            | 6             | 0             | 0             | 0                 | 0                 | 0                 | 0                 | 19       | 6      | 0           | 0          |
| R. Binder      | 38            | 4             | 1             | 0             | 2                 | 1                 | 0                 | 0                 | 40       | 5      | 1           | 0          |
| R. Birner      | 29            | 12            | 4             | 0             | 1                 | 1                 | 0                 | 0                 | 30       | 13     | 4           | 0          |
| G. Dämpfling   | 18            | 1             | 3             | 1             | 2                 | 1                 | 0                 | 0                 | 20       | 2      | 3           | 1          |
| A. Grzelak     | 22            | 1             | 3             | 1             | 0                 | 0                 | 0                 | 0                 | 22       | 1      | 3           | 1          |
| G. Jüllich     | 28            | 1             | 4             | 0             | 1                 | 0                 | 0                 | 0                 | 29       | 1      | 4           | 0          |
| H. Kruppa      | 1             | 0             | 0             | 0             | 0                 | 0                 | 0                 | 0                 | 1        | 0      | 0           | 0          |
| O. Ludwig      | 26            | 5             | 1             | 0             | 1                 | 0                 | 0                 | 0                 | 27       | 5      | 1           | 0          |
| M. Löw         | 19            | 2             | 1             | 0             | 2                 | 1                 | 0                 | 0                 | 21       | 3      | 1           | 0          |
| R. Maier       | 26            | 0             | 1             | 0             | 2                 | 0                 | 0                 | 0                 | 28       | 0      | 1           | 0          |
| H. Meisel      | 27            | 5             | 0             | 0             | 2                 | 0                 | 0                 | 0                 | 29       | 5      | 0           | 0          |
| R. Piller      | 37            | 8             | 4             | 0             | 1                 | 0                 | 0                 | 0                 | 38       | 8      | 4           | 0          |
| W. Reich       | 3             | 1             | 0             | 0             | 1                 | 1                 | 0                 | 0                 | 4        | 2      | 0           | 0          |
| H. Reiß        | 9             | 2             | 0             | 0             | 0                 | 0                 | 0                 | 0                 | 9        | 2      | 0           | 0          |
| G. Schneider   | 14            | 0             | 0             | 0             | 0                 | 0                 | 0                 | 0                 | 14       | 0      | 0           | 0          |
| H. Schulzke    | 36            | 1             | 6             | 0             | 2                 | 0                 | 0                 | 0                 | 38       | 1      | 6           | 0          |
| H. Schüler     | 12            | 0             | 1             | 0             | 1                 | 0                 | 0                 | 0                 | 13       | 0      | 1           | 0          |
| H. Tochtermann | 9             | 0             | 0             | 0             | 2                 | 0                 | 0                 | 0                 | 11       | 0      | 0           | 0          |
| G. Wienhold    | 38            | 0             | 1             | 0             | 2                 | 0                 | 1                 | 0                 | 40       | 0      | 2           | 0          |
| K. Wöhrlin     | 35            | 0             | 2             | 0             | 2                 | 0                 | 0                 | 0                 | 37       | 0      | 2           | 0          |
| G. Zele        | 32            | 0             | 8             | 1             | 2                 | 0                 | 1                 | 0                 | 34       | 0      | 9           | 1          |